# Blad (plantedel)
 For alternative betydninger, se Blad. (Se også artikler, som begynder med Blad)
Bladet (oldnordisk: blað) er ud over stænglen og roden et af de tre grundorganer hos de højere planter, og i fagsproget betegnes det som organtypen phyllom. Blade er udvoksninger ved siden af knopperne (nodi) på stænglen. Bladenes oprindelige funktion er fotosyntese (opsamling af lysenergi bundet i organisk stof) og transpiration (fordampning, der driver optagelse og transport af uorganiske stoffer). Planter kan i et vist omfang også optage vand igennem bladene.
Blade findes kun hos karplanter, dvs. hos bregner (Pteridophyta) og frøplanter (Spermatophyta). Derimod mangler de hos mosser og alger, som kan have bladlignende dannelser på deres thallus, hvor de dog kun kan betragtes som analoge til bladene.
Rigdommen af bladformer er enorm. I visse tilfælde er der i løbet af evolutionen opstået bladorganer, der ikke længere har noget at gøre med bladets oprindelige funktioner: fotosyntese og transpiration, f.eks. blosterblade, bladtorne og bladranker, ligesom knopskællene er omdannede blade.

## Generelle forhold
Blade er typisk flade og tynde. Det gør, at solens lys kan komme godt ind i vævet, og at cellernes grønkorn ikke skygger så meget for hinanden. Nåletræers blade er omdannet til nåle, og de har fotosyntese.
Fordelen ved bladets flade form er også, at det har godt termisk kontakt med luften. Solen bager i solskin med en energi på ca. 1.000 J/m²/Sek (solarkonstanten).
En anden fordel er, at bladene bremser vinden og fremmer luftopblandingen via turbulens. Det er bl.a. derfor, at et levende hegn er bedre end et vedligeholdeseskrævende "dødt" hegn. Det koster dog planterne dyrt, at det forholder sig sådan. Forsøg i vindtunnel har vist, at der er en betydelig dynamisk opdrift, når blade udsættes for blæst, og den gør, at træer og buske mister grene i storme, men resten af tiden er turbulensen en fordel for planterne.
I de fleste planter er bladene også stedet, hvor respiration, transpiration og guttation foregår. Nogle blade kan lagre energi kemisk og vand (sukkulenter) og har i visse planter også andre formål.
Bladenes gasudveksling sker spontant (ved diffusion) gennem små 10 μm lange lukkelige spalteåbninger, som på latin kaldes stoma (ental) og stomata (flertal). Stoma (spalteåbningen) er omgivet af to læbeceller, og ved at regulere deres turgortryk kan planten henholdsvis åbne og lukke stoma.

## Anatomi
Den her beskrevne, anatomiske opbygning gælder for et normalt løvblad. Det er dog fælles for alle bladtyper, at de har både epidermis, mesofyl og ledningsstrenge.

### Epidermis
Bladet er aflukket i forhold til omverdenen med en hinde, epidermis, der kun består af ét cellelag. Epidermis har yderst et lag, som er uigennemtrængeligt for vand, nemlig kutikula, som forhindrer en uhæmmet fordampning. Cellerne i epidermis har som regel ikke grønkorn eller kloroplaster (de organeller, hvor fotosyntesen foregår). Undtagelserne ses i epidermis hos hygro-, helo- og hydrofytter samt hos visse skyggeblade. De mest bemærkelsesværdige undtagelser er dog læbecellerne omkring spalteåbningerne (stomata), som altid indeholder kloroplaster. Spalteåbningerne tjener til regulering af luftskiftet ind og ud af bladet, først og fremmest dog afgivelsen af vanddamp. Efter fordelingen af spalteåbningerne skelner man mellem hypostomatiske (med åbninger på bladets underside), amfistomatiske (åbninger på begge bladsider) og epistomatiske blade (med åbninger på bladets overside som f.eks. hos flydebladsplanter).
Når epidermis danner udvækster, kaldes de hår (trichomer), men hvis dybere cellelag deltager i dannelsen, taler man om emergenser, f.eks. torne og kirtelhår.

### Mesofyl (bladparenkym)
Det fotosynteseaktive væv kaldes mesofyllet. Det er for det meste opdelt i et lag lige under den øverste epidermis, som kaldes palisadevæv, og et dybere lag, som kaldes svampevæv. Palisadevævet består af 1-3 lag af aflange, lodrette celler, der er rige på grønkorn. Det er palisadecellerne, der har fotosyntese som deres vigtigste opgave, og de rummer ca. 80 % af plantens grønkorn. Svampevævet består af uregelmæssigt formede celler, og netop den uregelmæssige form skaber mange hulrum mellem cellerne (intercellulærrum). Svampecellernes vigtigste opgave er at lette udluftningen af bladets indre. Disse celler er forholdsvis fattige på grønkorn.

### Ledningsstrenge
Ledningsstrengene findes ofte i det øverste svampevæv på grænsen mellem palisade- og svampevæv. Opbygningen svarer til den, man finder i stænglens ledningsstrenge. Disse strenge drejer ud fra stænglen og fører gennem bladstilken ud i bladpladen. Det er mest almindeligt, at vedkarrene (xylem) ligger øverst, dvs. mod bladets overside, mens sikarrene (phloem) ligger nederst.
Store ledningsstrenge omgives ofte af en invendig overhud (endodermis), som her kaldes strengskede, og som regulerer stofudvekslingen mellem ledningsstrengen og bladvævet. Ledningsstrengene ender blindt i bladvævet, men før det sker er strengene blevet kraftigt reducerede. Først bliver der færre af sikarrene, og så forsvinder de helt. Derefter bliver der kun de skrueformede trakeider tilbage af vedkarrene, og til sidst ender de blindt. Bladet er som regel så godt forsynet med ledningsstrenge, at ingen bladcelle ligger længere væk end syv cellers afstand. De små områder mellem ledningsstrengene kaldes arealer eller interkostalfelter.
Ledningsstrengenes funktion er at befordre vand og uorganiske stoffer ind i bladet (via vedkarrene) og fotosynteseprodukter ud af bladet (via sikarrene).

### Afstivningsvæv
I nærheden af ledningsstrengene eller ved blandrandene findes ofte træagtige strenge (sklerenkymstrenge), der tjener til at afstive bladvævet. Det samme formål tjener mange arters lag af afstivningsvæv, som er indlejret under epidermis.

### Inddeling efter anatomiske forhold
Man adskiller de forskellige typer af blade efter den måde, som palisadevævet er formet på.
- De fleste blade er opbygget tosidet, dvs. at der dannes en over- og underside.
  - Ved normale, tosidede, dorsiventrale blade ligger palisadevævet øverst, dvs. ved "rygsiden", dorsalt, og svampevævet nederst, dvs. ved "bugsiden", ventralt.
  - Ved omvendt tosidede blade (B) ligger palisadevævet nederst.
  - Ved ligesidede blade (F, G) er over- og undersiderne ensartet forsynet med palisadevæv, og inde i midten ligger så svampevævet. Et typisk eksempel er nålene hos Fyr (G).
- Ved ensidede blade (C, D) dannes over- og underside ud fra undersidens dannelsesvæv. De kan forstås som en videreudvikling af de omvendt tosidede blade, hvor bladets overside er reduceret. På tværsnit af de ensidede blade ligger ledningsstrengene i en cirkel eller bue, hvor sikarrene ligger øverst-yderst. Bladstilkene er ofte ensidede ligesom bladene hos mange enkimbladede som f.eks. Siv, hvis blade er stængelagtige. Man ser en speciel udvikling hos Iris-slægten, hvis ensidede blade på ny er blevet flade, men nu langs bladaksen, så der dannes ”ridende” blade (sværdblade).

## Bladets morfologi
Et blad kan typisk opdeles i nogle bestanddele. Hos Tokimbladede planter består et typisk blad af bladfod med eventuelle fodflige (tidligere kaldt akselblade), bladstilk og bladplade. Mange planter har blade som er ganske omdannede fra denne grundstruktur, og hver enkelt del kan variere meget i udformning fra art til art. Hos mange Enkimbladede planter, består et typisk blad af en rørformet bladskede, der omslutter stængelsen, og en flad bladplade. Enkimbladede planter har aldrig fodflige.

### Bladfod og fodflige
Bladfoden er bladets nederste del som fæstner bladet til skuddet. Den kan være mere eller mindre fortykket. Hos visse arter fortsætter bladfoden på begge sider af skuddet som vingeagtige striber ned langs skuddet. Man taler så om en "vinget" stængel.
Fodflige (Stipuli) er sidestillede, bladagtige udvækster fra bladfoden. De er ofte ganske små og hos mange plantearter mangler de helt, eller de tabes straks efter løvspring. Hos nogle arter er fodfligene omdannede til knopskæl, der hurtigt visner.
Hos visse familier er fodfligene stærkt udviklede, som f.eks. hos de ærteblomstrede, rosenfamilien og violfamilien. De kan enten være helt frie (f.eks. hos vikkerne eller tilsyneladende sammenvokset med bladstilken (f.eks. hos roserne).
Hos nogle træarter, som f.eks. Lind, Avnbøg eller Poppel er fodfligene formet som hudtynde, men ikke grønne skæl, der falder af snart efter, at bladet er udfoldet. Hos Pileurt er fodfligene sammenvoksede og omdannede til en hudagtig skede, der omslutter stænglen som et kort rør.

### Bladstilk
Bladstilken (petiolus) er et organ der mest består af styrke- og transportvæv og som – mere eller mindre klart adskilt fra bladplanden – forbinder denne med stænglen. Mangler bladstilken helt taler man om siddende blade. I enkelte tilfælde består bladet tilsyneladende kun af stilken, som så til gengæld er flad og bred, men hvor en gentlig bladplade mangler. Det drejer sig om de såkaldte (phyllodier), som f.eks. ses hos mange Akacier.

### Bladplade
Bladpladen (Lamina) danner i de fleste tilfælde hovedparten af bladet, den som man ofte anser for at være det egentlige blad. Bladpladen er under normale forhold det organ, hvor fotosyntese og transpiration i hovedsagen finder sted.
På de fleste bladplader er den såkaldte ”nervatur”, ledningsstrengenes forløb, meget iøjnefaldende. Fremtrædende ledningsstrenge kaldes også bladribber. Mange blade har både en tydelig midtribbe (1), der ses som en forlængelse af bladstilken, og afgrenende sideribberne (2). I daglig tale bliver ledningsstrengene kaldt ”nerver” eller ”årer”, men dette anses for mindre velvalgt, da ledningsstrengene hverken har signal- eller kredsløbsfunktion.

### Ledningsstrenge
Der skelnes mellem tre former for nervatur, og denne skelnen har også systematisk betydning.
- Hos de enkimbladede planter finder man hovedsageligt en parallel nervatur. Her forløber hovedribberne på langs ad bladet og parallelt med hinanden. Deraf kommer den hele bladrand, man oftest ser hos enkimbladede. Det er særligt tydeligt hos græsserne. Hovedribberne og også de mange, mindre parallelle ledningsstrenge er dog forbundet med hinanden via små, men for det meste synlige ledningsstrenge (transversale anastomoser). Den parallelle placering af ledningsstrengene medfører også, at spaletåbningerne sidder parallelt.

- De fleste tokimbladede planter har en kompliceret, netagtig nervatur. Det der det, der gør, at bladpladerne kan have næsten enhver tænkelig form. Denne formrigdom hos bladene gør dem til vigtige kendetegn ved genkendelsen af plantearterne.

- Hos bregnerne og Ginkgo finder men derimod en gaffel- eller etagenervatur. Her er ledningsstrengene todelt (gaffelformet) spaltede og ender blindt ved den forreste bladrand.

Bladpladerne kan være hudagtige, læderagtige eller sukkulente. Graden af hårbeklædning har stor betydning for bladenes transpiration og forsvar mod fjender.
Med hensyn til bladformen er det vigtigt:
- Inddelingen af bladpladen: Når bladpladen danner én sammenhængende vævsflade, taler man om et helt blad. Til forskel fra det findes der også såkaldt sammensatte blade. Hos dem er opdelingen af bladpladen så vidtgående, at de enkelte afsnit virker som fuldstændigt adskilte dele. Disse dele af en samlet bladplade kaldes – uanset deres størrelse – for småblade. De ligner i formen hele blade og har endda ofte en bladstilkagtig forlængelse.

- Efter småbladenes indbyrdes placering kan man skelne groft mellem tre typer:
  - finnede blade,
  - håndformede blade
  - fodformede blade.

I gruppen af finnede blade kaldes midterribben for bladspindel (rhachis), altså den fælles stilk, som de finneagtige småblade sidder på (oftest parvis). Hvis hovedribben slutter med et endeblad, har man et uligefinnet blad. Det endestillede småblad kan også være omdannet til en slyngtråd som f.eks. hos Ært. Kun når et endeblad mangler fuldstændigt, taler man om et ligefinnet blad. De håndformede blade adskilles efter antallet af småblade i henholdsvis trekoblede (3 småblade), femtallige (5 småblade), syvtallige osv. Der findes også blade, som er flere gange sammensatte som f.eks. Manchurisk Aralie. I så fald taler man om dobbelt finnede eller flerdobbelt finnede blade.
- Helt, udelt blad hos Bævre-Asp.
- Uligefinnet blad hos Rose.
- Håndformet blad hos Almindelig Hestekastanje.
- Fodformet blad hos Nyserod.

- Bladranden: De mangfoldige former for bladrande beskrives i botanikken med talrige begreber, hvoraf nogle skal nævnes her: helrandet (uden indskæringer), tandet (grove, skarpe tænder), savtakket (mindre, ensartede tænder), bugtet (afrundede tænder), bølget (hel, men bølget rand) osv.
- Bladformen (eller småbladets form): Når man beskriver bladets form, bruger man begreber som f.eks. rundt, elliptisk, linjeformet, ægformet osv.
- Bladgrunden er overgangen mellem bladstilken og bladpladen, og den kan være f.eks.: hjerteformet, pilformet, jævn osv.
- Bladspidsen kan være udrandet (indskæring i stedet for spids!), afrundet, spids, but osv.
- Bladpladens tværsnit (indrullet, foldet, rillet osv.) kan have betydning ved identificeringen.
- Og tilsvarende kan bladets tredimensionelle form være så speciel, at den er et kendetegn på arterne. Man møder f.eks.: kugleform, nåleform, rørform, sværdform osv.

## Evolution
Ifølge telomteorien skelner man mellem to typer blade, som er opstået uafhængigt af hinanden:
1. Mikrofyl kaldes et lille, ofte nåleformet blad med kun én ledningsstreng. Bladvævet er ofte kun svagt udspecialiseret. Man tyder bladtypens opståen som resultatet af en reduktion af telomet. De ældste karplanter fra øvre Silur, de velkendte urbregner som f.eks. Cooksonia og Rhynia, havde endnu ikke blade. De første mikrofyller findes hos gruppen Protolepidodendrales fra nedre Devon. I dag forekommer mikrofyller hos Ulvefodsplanter og Psilotaceae. Mikrofyller er som regel små, men hos de uddøde Skæltræer nåede de dog en længde på ca. en meter.
2. Dannelsen af Makro- eller Megafyl forklares ved en udfladning og påfølgende sideværts vækst hos de oprindeligt tredimensionale telomer. Megafyller optræder første gang hos bregnerne, og der som hos frøplanterne er grundtypen det finnede løvblad. De øvrige bladformer kan afledes derfra – hvad der også i vidt omfang kan bekræftets gennem fossiler. Hos de fossile bregneforløbere Primofilices (mellemste Devon til seneste Perm) var fjerafsnittene endnu arrangeret rumligt, sådan som de endnu er hos Slangetunge-familien.[2]

## Vækst og varighed
Blade opstår ud fra nogle få celler i de yderste cellelag på skuddets vækstpunkt (meristem) altså exogent. Fra en forhøjning, som først er ganske svag, dannes der et lille, ofte afrundet og kegleformet cellevækstpunkt, som kaldes bladanlægget eller bladprimordiet. Bladets dorso-ventrale organisering følger efter et signal fra det øverste vækstpunkt. Hvis dette signal udebliver – f.eks. fordi bladanlægget bliver adskilt fra skuddets vækstpunkt – dannes der i stedet en radiærsymmetrisk struktur, der kun har differentieringer på undersiden.
Bladanlæggets spids (akroplast) indleder væksten, som begynder meget tidligt. Tilvæksten skyldes grundstillede (basale) eller indskudte (interkalare) vækstpunkter, og bladpladen opstår for det meste ud fra basal vækst, mens bladstilken og græssernes bladplader dannes ved interkalar vækst. Bregnerne danner en undtagelse, for deres vækst skyldes en delingscelle eller en delingskant (bestående af flere celler).
I det videre vækstforløb gennemgår det samlede bladlegeme ikke celledelings- og cellestrækningsforløb jævnt fordelt, men kun i delingsaktive zoner. Det er genetisk bestemt, om, hvordan og hvornår disse zoner er aktive, og forløbet fører til skabelsen af de karakteristiske bladformer.
Blade har i reglen kun en begrænset varighed, og kun hos nogle få stedsegrønne arter bliver bladene med med at være aktive gennem hele plantens liv (f.eks. hos Welwitschia). Efter bladenes varighed skelner man mellem stedsegrønne (som overlever i mindst to vækstperioder), vintergrønne (som overvintrer med grønne blade), sommergrønne (som kun overlever én vækstperiode) og affaldende blade (der afkastes meget tidligt som f.eks. bægerbladene hos Valmue).
Særligt iøjnefaldende er farvningen af bladene før løvfald om efteråret. Dette fremkaldes ved, at det kvælstofrige, fotosynteseaktive farvestof, klorofyl, nedbrydes i cellerne, sådan at kvælstoffet kan oplagres i skuddet. Inde i bladet bliver de hidtil skjulte farvestoffer tilbage: de gule karotiner og hos mange arter også de røde anthocyaner. Det er disse farvestoffer, som fremkalder høstfarven. Hos mange planter dominerer anthocyanerne over det grønne klorofyl, som det f.eks. ses hos Blod-Bøg. Andre blade kan være plettet i grønt og hvidt, og disse afvigende former er meget efterspurgte som prydplanter.
Løvfaldet skyldes dannelsen af en delingszone (abcissionszone) i overgangen mellem skuddet og bladstilken.

## Bladenes rækkefølge
Udtrykket "bladenes rækkefølge" bruges om rækkefølgen af de forskelligt skabte blade hos en plante. En typisk rækkefølge er kimblade – primærblade – løvblade – blomsterblade. I denne række kan der også være indskudt høj- og lavblade. Hos bregnerne bliver bladenes form ved med at være næsten uændret på hele skuddet og alle sideskud. I løbet af bladrækkefølgen kan der opstå det såkaldte heterofylli, som er det fænomen, at der opstår forskelligt formede blade på én og samme plante. Eksempler på dette ses bl.a. hos Vedbend og Kristtorn.

### Kimblade
Frøplanternes kimblade (kotyledonerne) er de første blade, som allerede er anlagt i embryotilstanden, hvad man allerede kan se i frøet. De er ofte væsentligt mere simpelt udformede end de følgende blade. Antallet af kimblade tjener som vigtige, systematiske kendetegn. Klassen af enkimbladede (Liliopsida) blev tilmed benævnt efter deres enlige kimblad. Over for dem står klassen af tokimbladede (Magnoliopsida), der – som navnet siger – har to kimblade anlagt i frøet. De nøgenfrøede (Gymnospermae) har derimod ofte mange kimblade. Alt efter, om kimbladene ses over jorden ved spiringen, taler man om epigæisk spirende (f.eks. Almindelig Bøg) eller hypogæisk spirende (f.eks. Vinter-Eg).

### Primærblade
Hos mange planter er de primærblade, som følger lige efter kimbladene, også mere enkelt udformede end de senere dannede, rigtige blade.

### Løvblade
Dette er de blade, som danner størstedelen af bladmassen hos de fleste planter, og hvis hovedopgaver er fotosyntese og transpiration. For dem gælder den opbygning, som er beskrevet ovenfor under afsnittene Anatomi og Bladets morfologi.

### Blomsterblade
Morfologisk betragtet er en blomst et kortskud, hvis blade er omdannet til blomstens dele: blomsternes blade er enten udformet som bægerblade (sepaler) og kronblade (petaler) eller som ensartede blomsterblade (tepaler). Inden for dem følger dernæst de kraftigt omdannede støvblade og frugtblade.

### Lavblade
Lavblade er som regel små og enkelt formede, ofte kun skælformede. Tilmed er de heller ikke altid grønne. De sidder lavere på skuddet end løvbladene, og deraf kommer deres navn. De sidder enten ved begyndelsen af grund- eller sideskuddet, og hos nogle træagtige planter sidder lavbladene ofte som knopskæl ved den nederste del af årsskuddet. Der er dog også andre træagtige planter, hvor knopskællene ikke er lavblade, og hos dem skifter regioner med lav- og løvblade ud langs skuddene. Lavblade finder man også på jordstængler og underjordiske udløbere, ligesom løgskællene oftest er lavblade.

### Højblade
Højblade (brakteer) er de blade, som bærer en enkelt blomst, en blomsterstand eller en del af en blomsterstand ved sin bladbasis. Sådan et blad kalder man et dækblad, når det omslutter en enkelt blomst. Hvis højbladet eller flere højblade beskytter en blomsterstand, kalder man det for et hylsterblad (involukralblad). Tilsammen kaldes de for et hylster ('involukrum). Hvis der dannes blade på blomsterskuddet oven over højbladene, kalder man dem forblade (brakteoler).
Ofte er højbladene meget forskellige fra de normale løvblade, og de adskiller sig f.eks. ved en iøjnefaldende farvning. Det sker hyppigt, at man finder overgangsformer mellem de egentlige løvblade og højbladene.

## Bladstilling
Bladene er anbragt på skudaksen i en fast, artstypisk orden. Der kan sidde ét eller flere blade ved hver knude (nodie) på skudaksen, og det giver fire, grundlæggende bladstillinger:
- Hos den torækkede eller distiche bladstilling er der kun ét blad ved hver knude, og bladene på de følgende knuder er forskudt ca. 180°, sådan at der dannes to langsgående rækker af blade på skuddet. Eksempler findes hos mange enkimbladede planter og hos bælgplanter.
- Ved spredt bladstilling sidder der ligeledes kun ét blad på hver knude, men vinklen mellem to naboblade afviger fra 180°, sådan at bladene sidder langs en spirallinje op ad skuddet. Dette er typisk for de tokimbladede.
- Ved modsat bladstilling er der to blade på hver knude. Hos den korsvist modsatte bladstilling er hvert af de følgende bladpar drejet ca. 90°, og de står altså i en ret vinkel i forhold til hinanden. På den måde dannes der fire langsgående rækker af blade. Eksempler kan findes hos Læbeblomst-familien, Nellike-familien og Oliven-familien.
- Kransstillede blade betyder, at der er tre eller flere blade ved hver knude. Eksempler findes i Krap-familien.

## Omformninger af blade
Ganske som hos roden og stænglen er er også bladene blevet ændret gennem flere omformninger, som enten skulle tilpasse deres oprindelige funktion til bestemte miljøforhold, eller som skulle lade dem overtage helt andre funktioner.

### Lys- og skyggeblade
Blade, der er udsat for fuldt sollys, danner ofte et palissadevæv, som består af flere lag af smalle celler. Lysbladet er ofte mindre end skyggebladet, sikkert for at forhindre et overdrevent stort vandtab. Skyggebladets størrelse har den årsag, at den større bladoverflade skaber mulighed for et højere udbytte af fotosyntesen. Skyggeblade har ofte et reduceret palissadevæv, og bladene består af nogle få cellelag, hvor de store celler kun indeholder nogle få grønkorn. Desuden er de vandførende strenge ofte reduceret.
Særligt hos træer (f.eks. Almindelig Bøg) finder man lys- og skyggeblade på én og samme plante. Lysbladene danner forbindelse til de tørkeprægede blade, mens skyggebladene kan sammenlignes med de blade, man ser hos planter, som vokser på våd bund.

### Tørkeprægede blade
Mange planter på tørre voksesteder har reduceret deres blade fuldstændigt eller omdannet dem til torne, som f.eks. kaktusplanterne. På den måde bliver plantens overflade væsentligt formindsket, sådan at transpirationen bliver nedsat tilsvarende.
Talrige xerofytter beholder dog blade, hvis opbygning er ændret størkt i retning af transpirationsformindskelse. Tørkeprægede blade er ofte opbygget, så over- og underside er ens, og de er oftest seje og læderagtige som f.eks. hos Ægte Laurbær, Almindelig Myrte og Almindelig Oliven). Spalteåbningerne er dybt nedsænket i bladets overflade, og de derved dannede fordybninger er forsynet med hår, som nedsætter tilstrømningenaf tør luft. Mellemrummet mellem cellerne bag spalteåbningerne kan være beskyttet af et vokslag. Ofte bliver bladet indrullet ved tørke, og på den måde bliver spalteåbningerne yderligere beskyttet, sådan som det f.eks. er tilfældet hos Hårtot-Fjergræs).
Bladets hud har et fortykket overhudslag (cuticula), som er kraftigt beskyttet af voksindlejring. Samtidig kan bladet ofte være dækket af døde hår, og det fører til et nedsat luftskifte og til et tydeligt mere fugtigt mikroklima direkte ved bladets overflade.
Nåletræernes blade er også tydeligt tørkeprægede i deres opbygning, da træerne ofte er udsat for kraftig barfrost.
Da en nedsættelse af transpirationen på den anden side kan føre til en overophedning, stiller mange planter deres blade parallelt med solindstrålingen, sådan som det kan ses hos Sølv-Lind og mange af de australske Eukalyptusarter, der ligefrem kan danne ”skyggeløse skove”.

### Blade under vand
De såkaldt hygromorfe blade er en tilpasning til vedvarende fugtige voksesteder. Ud over skyggebladenes kendetegn har de store, tyndvæggede hudsceller, som hyppigt indeholder grønkorn og kun har en tynd overhud. Spalteåbningerne er ofte hævet op over overhuden for at lette transpirationen.
I modsætning til de tørkeprægede planter, der har trukket deres spalteåbninger indad for at transpirere mindst muligt vand, har planter fra fugtige egne i stedet skudt deres spalteåbninger udad. Planter med hygromorfe blade, der er mest almindelige i tropiske egne, har nemlig det problem, at det er besværligt at afgive vand under den høje luftfugtighed, hvad der forhindrer dem i at optage mere vand (og dermed mineraler).
Ofte ser man også aktiv vandudskillelse (guttation) via spalteåbningerne. Guttation er udskillelse af vand, som ikke længere findes i dampform, som det er tilfældet ved transpiration. Derfor hænger der vanddråber ved de fremskudte spalteåbninger, hvor vinden eller forbipasserende dyr kan støde dem af.

### Bladnåle
Nålebladene hos de fleste Nåletræer (Pinophyta) er stort set en tilpasning til tørke (xeromorfi). De fleste stedsegrønne træer er udsat for udtørrende frost om vinteren, når planten ikke kan optage vand fra den frosne jord, og derfor er de henvist til at modvirke vandtabet fra bladene: Nålene har en formindsket overflade, en tyk overhud og spalteåbninger, som er nedsænket i huden.
Nåleblade viser flere karakteristiske kendetegn – de fleste er ligesidet opbygget og svampe- og palisadevævene er ikke tydeligt adskilt. Desuden findes der nogle tosidede nåleblade (f.eks. hos Almindelig Ædelgran Abies alba), som har en forskellig differentiering på henholdsvis oversiden (palisadevæv) og underside (svampevæv og et hvidt vokslag med spalteåbninger), hvad der kan minde om forholdene hos almindelige løvblade. Overfladen af hudceller (mesodermis)hos visse Fyr-arter er forøget ved listeformede indposninger. Mellem disse celler og overhuden (epidermis) ligger et dødt væv, det såkaldte hypodermis, der har ekstra tykke cellevægge. Overhudens celler er næsten fuldstændigt udfyldt med vægfortykkelser af anden eller tredje orden og har kun smalle forbindelseskanaler til nabocellerne. Inde mellem hudvævets celler og i bladets længderetning ligger harpikskanaler, og den ene eller de to uforgrenede ledningsstrenge er omgivet af en fælles strengskede (endodermis). Stoftransporten mellem ledningsstrengene og hudcellerne foregår gennem et specielt gennemløbsvæv og gennem korte trakeider. Ledningsstrengene består som i skuddet og roden af vedceller (xylem) og siceller (phloem). Derimellem findes et tyndt kambiumlag, der tjener til nydannelse af siceller hos flerårige nåleblade (siceller er meget kortlivede). Derimod bliver vedceller ikke nydannet i nævneværdigt omfang.

### Andre omdannelser

#### Torne
Torne tjener planterne til at afvise dyr. Bladtorne er én- eller flerspidsede omdannelser af blade eller bladdele, som består af stift (sklerenkymatisk) væv. Tornene hos Berberis er ændringer af hele blade, som findes på plantens langskud. Torne omdannet af fodflige optræder altid parvis og kan f.eks. ses hos Robinie.

#### Slyngtråde
Slyngtråde tjener til at fastholde planten til en støtte. De kan dannes ud fra alle bladets grundorganer. Hos Ært er det f.eks. det yderste småblad blandt alle småbladene, der er omdannet til slyngtråde. Hos visse planter fungerer bladstilken som slyngorgan, sådan at det er den, der slynger sig om det, planten støtter sig til (se f.eks. Skovranke).

#### Oplagringsorganer
På steder med vandmangel er blade ofte forvandlet til organer for oplagring af vand. Den slags blade er for det meste ligesidet opbygget. Vandoplagringen kan enten foregå direkte i overhuden, i dybere lag lige under overhuden eller i de midterste lag af vævene. Vandopsamlende celler har altid meget store saftvakuoler. Sukkulente blade har et tykkødet, saftigt udseende, og planter med den slags blade finder man hos bladsukkulenterne. Ganske som hos skudsukkulenterne har også bladsukkulenterne ofte CAMfunktion. Typiske bladsukkulenter er Agave og Husløg.
Også løg består af blade, som tjener til oplagring. Et løg er et yderst kompakt, underjordisk skud, som bærer skælagtigt stakkede, tykkødede blade. Disse skælblade er lavblade, eller de kommer fra basis af tidligere afdøde løvblade, og de tjener til oplagring af vand og andre reservestoffer. På ugunstige årstider overlever planten som løg, og mellem skælbladene dannes sideknopper, der skyder frem ved næste vækstsæson. Under fremspiringen opbruges de oplagrede stoffer, og planten må derefter igen oplagre stof i et nyt løg. Ud over de egentlige løg, findes der tulipaner, liljer og narcisser samt mange flere slægter af løgdannende planter. Det er dog kun hos de enkimbladede planter, at man finder denne oplagringsmetode.

#### Fyllodier
Når bladstilken er gjort bred, og den overtager bladpladens funktion, så taler man om fyllodier. Hos den slags planter er bladpladen gerne stærkt reduceret. Eksempler på dette fænomen finder man hos Akacieerne, hvor én og samme plante ofte kan have flere overgangsstadier mellem de typiske, uligefinnede blade og blade helt uden bladplader.
- Skud af Berberis, set nedefra. Mellem tornenes bladfødder findes de bladbærende kortskud.
- Sukkulente blade hos Almindelig Husløg
- Løg består af blade.
- Fyllodier hos Acacia confusa.

### Blade hos kødædende planter
Hos mange kødædende planter er bladene forvandlet til organer, som bruges til at fange og optage bytte. De kan være udformet på mange måder, fx som klæbe-, klap- eller faldgrubefælder. Desuden er bladene hos visse plantearter (f.eks. Rundbladet Soldug) i stand til at udføre meget hurtige bevægelser. Alle de kødædende planter må kunne opløse og opsuge indholdet af deres byttedyr direkte fra overfladen af deres fælde, og derfor har flere af dem kirtler, der kan udskille enzymer, som opløser byttet.

### Blade hos epifytter
Epifytter vokser på træer eller andre planter, og derfor er deres forsyning med vand helt afhængig af regn eller høj luftfugtighed (tåge). Mineralske stoffer skaffer de sig fra det støv, som vind og vejr afsætter på bladene. Mange epifytter danner tragtformede rosetter med deres blade, hvor de opsamler regnvand. I bægeret hos Fugleredebregne opsamles der med tiden lidt humus, sådan som det også sker i kappebladene hos Hjortetakbregnerne. Ballonblad-slægten (i Singrøn-familien) danner rørformede blade, hvor visse myrearter slår sig ned og bygger bo ved hjælp af indslæbt jord. I disse "blomsterpotter" danner planten senere adventivrødder.
De fleste af de epifyttiske arter inden for Ananas-familien, f.eks. Tillandsia-arterne, danner specielle hår på bladenes overflade (opsugningsskæl), hvor de tjener til at optage det vand, som samles på bladet.

## Stofudveksling via bladets overflade
Bladets vigtigste opgave er fotosyntesen, ja, det er det organ, der er specielt udviklet til denne opgave. Her foregår udvekslingen af ilt med CO2, men dermed følger også et uundgåeligt tab af vand ved transpiration, dvs. afgivelse af vanddamp til atmosfæren omkring bladet. Derudover er der en række stoffer, som bladet optager gennem luften, eller som det taber via luften.

### Udveksling via spalteåbningerne
Først og fremmest optager bladet luftarter og meget flygtige stoffer gennem spalteåbningerne. De vigtigste er svovldioxid (SO2), ammoniak (NH3) og kvælstofdioxid (NO2) Ammoniak kan dække mellem 10 og 20% af plantens kvælstofbehov i områder med intensivt dyrehold. Optagelsen af ammoniak gennem spalteåbningerne stiger i samme forhold som stigningen i den atmosfæriske koncentration omkring bladet. Det samme gælder for kvælstofdioxid. Svovldioxid i stærke koncentrationer skader fotosyntesen, mens tynde koncentrationer af luftarten kan føre til forbedret vækst, hvor der er svovlmangel i jorden.
Planterne kan dog også tabe mineralske næringsstoffer fra bladene. F.eks. blev risplanters tab af kvælstof ved afgivelse af ammoniak via spalteåbningerne opgjort til 15 kg N/ha, mens hvedeplanter afgav op til 7 kg N/ha, hvad der svarer til ca. 20% af gødningsmængden. Ved kraftig belastning med svovldioxid afgiver bladene svovlbrinte (H2S). Det betragter man som en afgiftningsmekanisme, men også planter uden svovldioxidstress afgiver flygtige svovlforbindelser. For Havre og Raps drejer det sig om størrelser på 2–3 kg S/ha om året. Planter med et højt indhold af selen kan tilsvarende afgive luftformige selenforbindelser som f.eks. dimetylselen (C2H6Se).

### Optagelse af opløste stoffer (bladgødskning)
Bladenes optagelse af opløste stoffer gennem overhudens kutikula er stærkt begrænset. Lavmolekylære forbindelser som sukker, mineralske stoffer og vand kan dog passere gennem hydrofile porer i kutikula. Disse porer har en diameter på én nm, og derfor kan f.eks. urinstof med en diameter på 0,44 nm let komme igennem. Porerne er negativt ladede, så kationer lettere kan passere end anioner. Derfor bliver f.eks. ammonium hurtigere optaget end nitrat. Porerne findes i stort tal i cellevæggene hos læbecellerne, og det forklarer den ofte konstaterede sammenhæng mellem antallet af spalteåbninger og optagelsen af vandopløste gødningsmidler.
Den videre optagelse i cellen forløber, lige som det sker ved næringsoptagelse i roden, via apoplaster. Ved samme ydre næringsstofkoncentration er optagelseshastigheden dog væsentlig lavere hos bladene end i roden, og det skyldes den ekstra forhindring i kutikula. I modsætning til forholdet i rødderne bliver bladenes ionoptagelse begunstiget af lys. Optagelseshastigheden er også afhængig af den indre næringsstofkoncentration, sådan at optagelsen sker hurtigere ved næringsstofmangel.
I naturlige økosystemer er det kun bladenes optagelse af kvælstof og svovl, der har nogen betydning.
Bladgødskning tilfører planterne næringsstofferne hurtigere end det sker ved traditionel gødskning, hvor jordbundsforholdene kan forsinke optagelsen. Derfor bruges metoden på mange områder trods visse ulemper.
Blandt ulemperne kan nævnes:
- Dannelse af vandperler på den hydrofobe bladoverflade
- Afvaskning med nedbør
- Bestemte næringsstoffer som f.eks. kalcium kan ikke flyttes fra bladene til andre plantedele
- Ved bladgødskning kan man kun udbringe en begrænset mængde næringsstof
- Bladgødskning kan medføre skader på bladene (vanddrukne partier og nekroser)

Under bestemte vilkår er bladgødskning dog af stor, praktisk betydning:
- Ved næringsstofmangel i jorden: På kalkjorde, der binder jern, kan bladgødskning med jern beskytte mod jernmangel. Det samme gælder for manganmangel, og hos frugttræer kan en bladgødskning med bor om efteråret beskytte frugterne mod bormangel
- Ved udtørret overjord: I tørkeprægede områder er tilgængeligheden af næringsstofferne ofte drastisk nedsat på grund af, at overjorden er udtørret. I de tilfælde er bladgødskning mere effektiv end normal gødskning
- Under frugtdannelsen er rodaktiviteten nedsat hos mange planter. Også her kan bladgødskning føre til højere næringsindhold og endda større høstudbytte.

### Udvaskning af stoffer fra bladene
Tabet af organiske og uorganiske stoffer på grund af forskellige væsker, særligt regn og kunstvanding, betegnes ofte med udtrykket ”udvaskning”. Man skelner mellem fire slags:
1. Aktiv udskillelse af opløsninger, f.eks. udskillelse af salt via saltkirtler hos de salttålende planter (halofytter).
2. Udskillelse af uorganiske opløsninger fra bladspidser og -rande på grund af rodtrykket (guttation).
3. Udvaskning fra sårede bladdele.
4. Udvaskning fra apoplasterne hos intakte blade.

De to sidstnævnte typer har stor økologisk betydning. Tabet er størst fra gamle blade og under stress /tørke, varme, ozon). Også lave pH-værdier i sur regn øger udvaskningen på den måde, at bladets kationer bliver udskiftet med syrens brintioner..
I naturen er der større udvaskning end optagelse af stoffer i bladene med undtagelse af kvælstof og svovl. Tabet er særligt højt i områder med kraftige regnvejr. Man har beregnet følgende årsmængder for tropiske regnskove (angivet i kg/ha): Kalium 100–200, kvælstof 12–60, magnesium 18–45, kalcium 25–29 og fosfor 4–10. Under tempererede forhold er de høje udvaskningstal for kalcium og mangan påfaldende – set i forhold til bladets indhold af disse stoffer. De er ikke flytbare med sikarstrømmen, og det betyder, at de ophobes i bladene. Den stærke udvaskning opfattes som en strategi hos planterne, der på den måde slipper af med alt for høje koncentrationer af disse stoffer.
Ud over mineralske stoffer kan store mængder af organiske forbindelser gå tabt ved udvaskning. For skove under tempererede forhold har man beregnet årlige mængder mellem 25 og 60 kg/ha, og for de tropiske skove anslår man mængder på flere hundrede kg/ha.

## Bladet som levested
Da bladene er meget aktive plantedele, indeholder de som regel rigtigt mange næringsstoffer. Det gør dem til en vigtig næringskilde for et utal af dyrearter. Visse dyregrupper benytter endog bladet som levested. Blandt dem findes de minerende insektlarver som f.eks. Hestekastanjeminérmøllets eller Kristtornminérfluens larver. Det er insekter, hvis larver æder gange inde i bladets indre. Andre eksempler er ”bladrullerne”, hvor hunnerne ruller bladene sammen, før de lægger æg på dem, eller galhvepsene og galmyggene, hvis larver fremkalder misdannelser af bladvævet, hvor de kan leve og æde.
Bladene bliver også angrebet af et stort antal svampe som f.eks. meldug-, rust- og bladpletsvampe. Ved deres snylten på bladvævet fremkalder de misdannelser, væksthæmninger og udbyttenedgang, som er føleligt indenfor landbrug og gartneri. Inde i bladets væv lever desuden de såkaldte ”endofytiske” svampe, der ikke forårsager mærkbare skader, og som muligvis endda er gavnlige for planten.
Udenpå bladene kan der også findes andre planter, som lever epifyttisk. Det kan være mosser og laver, der er meget hyppige i de tropiske regnskove og i tågeskovene andre steder på kloden.